# FIRA-Nationenpokal 1967/68
Der FIRA-Nationenpokal 1967/68 (engl. FIRA Nations Cup) war ein Wettbewerb für europäische Nationalmannschaften in der Sportart Rugby Union. Es handelte sich um die achte Ausgabe der vom Verband FIRA organisierten Rugby-Union-Europameisterschaft sowie um die dritte Ausgabe unter diesem Namen. Beteiligt waren elf Mannschaften, die in zwei Divisionen eingeteilt waren. Den Europameistertitel gewann zum achten Mal Frankreich.

## Modus
Tabellenpunkte: Für einen Sieg gab es zwei Punkte, für ein Unentschieden einen Punkt, bei einer Niederlage null Punkte.
Spielpunkte: 3 Punkte für einen Versuch, 2 Punkte für eine Erhöhung, 3 Punkte für einen Strafstoß, 3 Punkte für ein Dropgoal, 3 Punkte für ein Goal from mark.

## Erste Division
|    | Land             | Spiele | Siege | Unent. | Ndlg. | Spiel- punkte | Diff. | Tabellen- punkte |
| -- | ---------------- | ------ | ----- | ------ | ----- | ------------- | ----- | ---------------- |
| 1. | Frankreich       | 3      | 3     | 0      | 0     | 56:17         | + 39  | 6                |
| 2. | Rumänien         | 3      | 2     | 0      | 1     | 47:19         | + 28  | 4                |
| 3. | Tschechoslowakei | 3      | 1     | 0      | 2     | 18:42         | − 24  | 2                |
| 4. | Deutschland      | 3      | 0     | 0      | 3     | 19:62         | − 43  | 0                |

| 29. Oktober 1967 | Rumänien | 27 : 5 | Deutschland | Stadionul Dinamo, Bukarest |
| 29. Oktober 1967 |          |        |             | Stadionul Dinamo, Bukarest |

| 22. November 1967 | Tschechoslowakei | 9 : 6 | Deutschland | Prag |
| 22. November 1967 |                  |       |             | Prag |

| 10. Dezember 1967 | Frankreich | 11 : 3 | Rumänien | Stade Marcel-Saupin, Nantes |
| 10. Dezember 1967 |            |        |          | Stade Marcel-Saupin, Nantes |

| 14. April 1968 | Frankreich A | 26 : 8 | Deutschland | Lons-le-Saunier |
| 14. April 1968 |              |        |             | Lons-le-Saunier |

| 5. Mai 1968 | Tschechoslowakei | 6 : 19 | Frankreich | Prag |
| 5. Mai 1968 |                  |        |            | Prag |

| 26. Mai 1968 | Rumänien | 17 : 3 | Tschechoslowakei | Stadionul Dinamo, Bukarest |
| 26. Mai 1968 |          |        |                  | Stadionul Dinamo, Bukarest |

## Zweite Division

### Gruppe A
|    | Land        | Spiele | Siege | Unent. | Ndlg. | Spiel- punkte | Diff. | Tabellen- punkte |
| -- | ----------- | ------ | ----- | ------ | ----- | ------------- | ----- | ---------------- |
| 1. | Polen       | 2      | 2     | 0      | 0     | 54:11         | + 43  | 4                |
| 2. | Niederlande | 2      | 1     | 0      | 1     | 43:19         | + 24  | 2                |
| 3. | Schweden    | 2      | 0     | 0      | 2     | 6:73          | − 67  | 0                |

| 12. Mai 1968 | Niederlande | 8 : 16 | Polen | Gemeentelijk Sportpark, Hilversum |
| 12. Mai 1968 |             |        |       | Gemeentelijk Sportpark, Hilversum |

| 24. Mai 1968 | Polen | 38 : 3 | Schweden | Akademia Wychowania Fizycznego, Warschau |
| 24. Mai 1968 |       |        |          | Akademia Wychowania Fizycznego, Warschau |

| 1. Juni 1968 | Schweden | 3 : 35 | Niederlande | Helsingborg |
| 1. Juni 1968 |          |        |             | Helsingborg |

### Gruppe B
|    | Land     | Spiele | Siege | Unent. | Ndlg. | Spiel- punkte | Diff. | Tabellen- punkte |
| -- | -------- | ------ | ----- | ------ | ----- | ------------- | ----- | ---------------- |
| 1. | Marokko  | 3      | 2     | 1      | 0     | 26:11         | + 15  | 5                |
| 2. | Spanien  | 3      | 2     | 0      | 1     | 33:11         | + 22  | 4                |
| 3. | Portugal | 3      | 1     | 1      | 1     | 19:26         | − 7   | 3                |
| 4. | Belgien  | 3      | 0     | 0      | 3     | 6:36          | − 30  | 0                |

| 17. März 1968 | Marokko | 6 : 5 | Spanien | Stade du C.O.C., Casablanca |
| 17. März 1968 |         |       |         | Stade du C.O.C., Casablanca |

| 31. März 1968 | Spanien | 14 : 5 | Portugal | Estadio Nacional Universidad Complutense, Madrid |
| 31. März 1968 |         |        |          | Estadio Nacional Universidad Complutense, Madrid |

| 7. April 1968 | Belgien | 0 : 14 | Spanien | Heysel-Stadion (Annex), Brüssel |
| 7. April 1968 |         |        |         | Heysel-Stadion (Annex), Brüssel |

| 13. April 1968 | Marokko | 14 : 0 | Belgien | Stade du C.O.C., Casablanca |
| 13. April 1968 |         |        |         | Stade du C.O.C., Casablanca |

| 21. April 1968 | Portugal | 8 : 6 | Belgien | Estádio Universitário de Lisboa, Lissabon |
| 21. April 1968 |          |       |         | Estádio Universitário de Lisboa, Lissabon |

| 5. Mai 1968 | Portugal | 6 : 6 | Marokko | Estádio Universitário de Lisboa, Lissabon |
| 5. Mai 1968 |          |       |         | Estádio Universitário de Lisboa, Lissabon |

### Finale
| 2. Juni 1968 | Polen | 5 : 0 | Marokko | Akademia Wychowania Fizycznego, Warschau |
| 2. Juni 1968 |       |       |         | Akademia Wychowania Fizycznego, Warschau |

Polen steigt in die erste Division auf.